# Peter Bartram

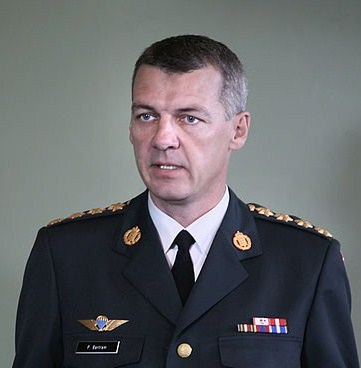
Peter Bartram (2012)

Peter Bartram (* 4. Mai 1961 in Aarhus) ist ein dänischer General. Er war von 2012 bis 2017 Befehlshaber der dänischen Streitkräfte.

## Leben

### Militärische Laufbahn
Peter Batram trat 1981 in die dänischen Streitkräfte ein und absolvierte bis 1985 seine Offizierausbildung. Im gleichen Jahr wurde er zum Oberleutnant ernannt. Bis 1988 war er in einer Einheit der Panzertruppe eingesetzt, bevor in den Stab wechselte und schließlich von 1990 bis 1991 eine Panzergrenadierkompanie befehligte. Von 1991 bis 1997 folgten Verwendungen im Oberkommando des Heeres und der Armee, zwischenzeitlich absolvierte Bartram 1991 und 1993 bis 1994 seine Stabsoffizier- und Generalstabsausbildung und wurde 1994 zum Major befördert. Danach war er als für die Ausbildung verantwortlicher Offizier beim Hauptquartier der Alliierten Landstreitkräfte Schleswig-Holstein und Jütland (kurz LANDJUT) bis zu dessen Auflösung 1999 eingesetzt. Von 2001 bis 2003 war Bartram Bataillonskommandeur, wobei sein Bataillon zeitweise zum dänischen Anteil der Kosovo-Schutztruppe KFOR gehörte. Nach weiteren Verwendungen in der Leitung der dänischen Streitkräfte wurde ihm 2006 das Kommando über die 1. dänische Brigade übertragen.
Als Brigadekommandeur wurde er 2008 zum Brigadegeneral befördert. 2010 gab er das Kommando ab und wechselte als Chef des Stabes zum Allied Command Transformation nach Norfolk, Virginia. Im Jahr 2012 wurde zum General und militärischen Befehlshaber der dänischen Streitkräfte (Forsvarschefen) ernannt. Er übte das Amt für etwa fünf Jahre, bis zum 10. Januar 2017, aus und übergab es schließlich an Bjørn I. Bisserup.

### Privates
Peter Bartram lebt in Kopenhagen, ist verheiratet und Vater eines erwachsenen Sohnes. Zu seinen Hobbys zählen Golfen und Segeln.